# 一般ガウス・ボネの定理
一般ガウス・ボネの定理（Chern–Gauss–Bonnet theorem，チャーン・ガウス・ボネの定理とも呼ばれる）は、偶数次元の閉リーマン多様体のオイラー特性数を曲率から導かれるある多項式の積分として表す定理である。
M を境界のないコンパクトな向き付け可能な 2n 次元リーマン多様体とし、Ω をレヴィ・チヴィタ接続の曲率形式とする。これは、Ω が M 上の {\displaystyle {\mathfrak {s}}{\mathfrak {o}}(2n)} に値を持つ 2-形式であることを意味する。そのために、Ω は成分が 2-形式である反対称 2n × 2n 行列であるので、可換環 {\displaystyle \wedge ^{\hbox{even}}\,T^{*}M} 上の行列である。従って、2n-形式を成分にもつパフィアン Pf(Ω) をとることができる。この状況で一般ガウス・ボネの定理は
{\displaystyle \int _{M}{\mbox{Pf}}(\Omega )=(2\pi )^{n}\chi (M)\ }
となる。ここで χ(M) は、M のオイラー数を表す。この定理は、ガウス・ボネの定理の高次元化である。

## 次元 4での例
次元 {\displaystyle n=4} では、コンパクトな向き付けられた多様体に対し、
{\displaystyle \chi (M)={\frac {1}{32\pi ^{2}}}\int _{M}\left(|Rm|^{2}-4|Rc|^{2}+R^{2}\right)d\mu }
を得る。ここに Rm は全リーマン曲率テンソルで、Rc はリッチ曲率テンソル、R はスカラー曲率である。

## さらなる一般化
2次元でのガウス・ボネの定理と同様に、一般次元においても M が境界を持つ多様体のときへ、一般化することができる。
ガウス・ボネの定理は特性類の理論の特別な状況とみなすことができる。ガウス・ボネの定理における被積分函数はオイラー類であり、オイラー類は最高次の微分形式であるので、閉形式である。オイラー類の自然性により、リーマン計量を変化させても同一のコホモロジー類のままであることがわかる。したがって、計量を変化させてもオイラー類の積分が一定であり、これが計量によらない微分構造の不変量を定める。
ガウス・ボネの定理のさらなる一般化は、アティヤ＝シンガーの指数定理である。D をベクトルバンドルの（弱）楕円型微分作用素とする。これは D の主表象が同型であることを意味する。（強い楕円性は、さらに主表象が正定値であることを意味する。）D* を随伴作用素とすると、指数は dim(ker(D)) - dim(ker(D*)) と定義され、楕円性によりこれは有限となる。指数定理は解析的指数は楕円型作用素をなめらかに変化させても一定であるという定理である。実際、解析的指数は位相的指数に等しく、これは特性類により表示される。2次元ガウス・ボネの定理は、位相指数がベッチ数で定義され、解析的指数はガウス・ボネの被積分函数で定義される場合として解釈できる。